# ボクサー (1977年の映画)
『ボクサー』は、1977年に公開された日本映画。主演：菅原文太・清水健太郎。監督：寺山修司。製作：東映東京撮影所、配給：東映。元ボクサーの男が、自身の弟を事故で死なせた新人ボクサーの若者との確執を経て、かつてのチャンピオンの夢を託すドラマを描く。
クレジットはされていないが、主演の菅原が自ら企画した作品である。寺山修司にとって商業映画のメガホンを執った初めての作品であり、また寺山が大手映画会社で撮った生涯唯一の映画でもある。企画の経緯などから、同時期に公開された洋画になぞらえ「日本版『ロッキー』」と称された。
封切り時の併映作品は『地獄の天使 紅い爆音』（主演：入鹿裕子、監督：内藤誠）。

## あらすじ
片足が不自由ながら、プロボクサーを志して沖縄から上京した天馬哲生は、働いているスクラップ工場で乗り組んだクレーンが暴走し、同僚の淑（おさむ）を死なせてしまう。淑は工場の娘との結婚を控えていたが、それを嫉妬した天馬がわざと事故を誘発したのだと噂され、職場にいられなくなる。
ある日、天馬の所属ジムに淑の兄・隼謙次が乗り込んでくる。隼はジム生たちの返り討ちに遭って追い出されるが、ボクサーだったかつての自身の情熱を思い出す。天馬は先輩との会話で、元東洋チャンピオンであった隼が、ある試合で突然パンチを一切打たなくなって敗れ、そのまま引退し、現在は落ちぶれた生活を送っていることを知る。
天馬は念願の初試合で打ちのめされたうえ、足の障害を不安視した所属ジムから契約を解除され、他のジムからも入会を断られる。夢をあきらめ切れない天馬は、隼に弟子入りを志願する。隼は「お前は人を憎めるか?」とたずねる。天馬は「俺は世の中が憎い」と叫んで応じる。隼は死んだ弟の復讐をするかのように、厳しく天馬をしごく。
ある夜、天馬は隼に、なぜ試合放棄をしたのかをたずねるが、隼は「何を言っても理屈になる」と言って取り合わなかった。（※ここで、かつての名ボクサーの晩年や臨終に関するナレーションが流れ、そのあと公開当時の現役ボクサーたちの記録映像や撮り下ろし映像が流れる。）
天馬は東日本新人王決定戦を勝ち進み、決勝戦に進出する。死闘の末、天馬は相手からノックダウンを奪い、勝利する。リングサイドの隼は、後遺障害のために視力の低下が進行し、その瞬間を見届けることができなかった。

## キャスト
- 隼謙次：菅原文太
- 天馬哲生：清水健太郎
- はるみ（隼の元妻）：春川ますみ
- ハリケーン上海の婚約者：夏樹陽子
- ガラシャ（食堂の常連客・占い師）：新高恵子
- みずえ（隼・はるみの娘）：地引かづさ
- かずよ→トルコの桃ちゃん（工場の娘・淑の元婚約者）：伊佐山ひろ子
- 寿司屋（食堂の常連客）：鈴木ヤスシ
- 稲さん（食堂の常連客）：蘭妖子
- 貴賊（食堂の常連客）：大泉滉
- 蝿叩きのカミさん（食堂の女将）：亀淵友香
- 山本（素人ボクシング大会出場者）：名和宏
- 貴賊（食堂の常連客）：サルバドール・タリ
- 銀さん（食堂の常連客）：パンチョ目黒

- 淑（隼の弟・天馬の同僚）：佐々田季司
- 隼のアパートの隣人：田井中浪子
- ハリケーン上海（新人王候補）：根本豊
- 減量をやめたボクサー（食堂の常連客）：若松武
- 大野進
- ジムの会長：土山登士幸
- 初戦のレフェリー：日尾孝司
- 河合絃司
- 食堂の主人：久地明
- 矢口桃
- プロモーター：佐藤晟也
- トレーナー：亀山達也
- 空き家の持ち主：相馬剛三
- 高月忠
- 城春樹
- 横山繁
- 森祐介
- 倉沢満夫
- 天馬の同僚：清水照夫
- 須賀良
- 章文栄
- 山浦栄
- 沢田浩二
- 佐川二郎
- 宮地謙吾
- 幸英二
- 日野利彦
- 畑中猛重
- 市川正
- 水原仗二
- 水原健太
- 五野上力
- 近藤克明
- 山本理絵子
- 藤本新吾
- 酒井努
- 末次章子
- 藤原（素人ボクシング大会出場者）：栗原敏
- 川上正美
- 池田力也
- 吉留孝子

- 特別出演 ※いずれも本人役
  - 高橋一男
  - 高橋房雄
  - 佐々木民雄
  - 高橋勝郎
  - 佐々木聖
  - 小菅洋
  - 石見辰之進
  - 拳五郎
  - 吉川正未
  - 三田鉄夫
  - 触沢実
  - 黒井俊明
  - 白井義男
  - ファイティング原田
  - 海老原博幸
  - 柴田国明
  - 西城正三
  - 輪島功一
  - ガッツ石松
  - 上原康恒
  - 郡司信夫
  - 酒井忠康
  - 具志堅用高
- 決勝戦のレフェリー：唐十郎
- アパートの管理人：小沢昭一

## スタッフ
- 監督：寺山修司
- 企画：俊藤浩滋、天尾完次、太田浩児
- 脚本：石森史郎、岸田理生、寺山修司
- 撮影：鈴木達夫
- 録音：内田陽造
- 照明：川崎保之丞
- 美術：桑名忠之
- 音楽：J・A・シーザー
- 編集：祖田冨美夫
- 助監督：新井清
- 記録：高津省子
- ボクシング指導：後藤秀夫、日尾孝司
- スチール：加藤光男
- 進行主任：小島吉弘
- 装置：中村文栄
- 装飾：酒井喬二
- 美粧：入江荘二
- 美容：石川靖江
- 衣裳：福崎精吾
- 演技事務：山田光男
- 協力：東映俳優センター
- 現像：東映化学
- 制作協力：全日本ボクシング協会、演劇実験室・天井桟敷[11]、ヒットユニオン株式会社、ボクシング・マガジン

## 製作

### 企画成立経緯
菅原文太10年越しの企画で、具体的に東映に企画を提出していたが埋もれたままになっていたといわれる。岡田茂東映社長が菅原の企画の熱意に応じた。
1977年8月10日に銀座東急ホテルであった製作会見で、岡田東映社長から企画成立経緯について以下の説明があった。
「文太、小野田（啓・宣伝部長）、天尾（完次・企画部長）らが『ロッキー』を見て感心し、ぜひ日本版をやりたいと企画を持って来たが、日本ではボクシング映画は当たったためしがなく拒否権を発動していた。ところが営業部を抱き込んだり、主演に人気ナンバー1の清水クンを担ぎ出したり、ボクシング界の歴代チャンピオンを引き出したり、日本ボクシング界が全面協力するということで、何としても、という彼らの熱意を買った。文太の執念に負けたということです。この作品は東映の選挙で言えば全国的な大作路線への方向転換の第二作であり、責任を持ってやれと言ってある。監督に寺山君というのは私にとっては想像を絶する起用だが、どんなものが出来るか楽しみにしている」。
実写のボクシング映画は1960年代に特に日活がよく作っていたが、日本映画の斜陽もあり、日本のメジャー会社では長い間、実写のボクシング映画は作られておらず、よく企画が通ったといわれた。当時はスポーツ映画は当たらないというのが日本映画では定説だったため、東映の実験的な試みは注目された。そのため、邦画では久しぶりのボクシング映画となった。
岡田社長は当初、映画化をなかなか許さなかったが、このタイミングで企画が通ったのは、"日本版『ロッキー 』"と当時盛んにいわれたように、1977年4月に日本でも公開された『ロッキー』大ヒットの影響が大きかったと見られ、『ロッキー』公開直後の映画誌に、菅原が「『いやあ『ロッキー』って映画すごいね。無名の俳優がこれ1本でアカデミーにノミネートされたっていうじゃないの。おれも40歳を過ぎたけど、やるとなれば今年だね。秋にやるって会社と約束も取り付けたし..』 菅原文太、近ごろごきげんである。念願のボクシング映画実現が近づいたからだ」という記事が載る。ただ菅原の企画提出は『ロッキー』より大分前なので、（実現の経緯を別にすれば）『ロッキー』の便乗映画ではない。1974年から1976年にかけて『ローラーボール』や『ロンゲスト・ヤード』『がんばれ!ベアーズ』などのスポーツ映画がアメリカでヒットし、岡田社長は「アメリカ映画で流行ったものは、必ず何ヶ月後に日本で流行る」という持論であったため、その波が日本に押し寄せて来るのを見込み、また1975年夏の『トラック野郎・御意見無用』、1976年の正月映画『トラック野郎・爆走一番星』が連続して大当たりを取ったことから、女性・子供・家族連れの映画館への吸収を狙い、1976年上半期に、"健全喜劇・スポーツ映画路線"を敷いたことがあり、失敗して撤退したが、『ボクサー』でスポーツ映画の再挑戦を企図したこと、また「トラック野郎シリーズ」での菅原の東映への貢献や、実録映画の行き詰まり、清水健太郎が女性に圧倒的に人気があったことから、清水を東映で映画スターとして売り出したい（詳細は後述）、女性層にアピールしていきたいという考えもあり、企画が通ったとされる。
1977年夏に岡田東映社長が積極的に外部資本と提携した映画の製作方針を打ち出し、8月、『宇宙戦艦ヤマト』の配給、10月、『人間の証明』で角川映画を初配給、12月、東映セントラルフィルムを設立するなど、1977年の東映は転換期だった。岡田は1977年に3本、1978年には年間6本程度の大作を製作したいとの方針を発表し、大作ロングラン体制の確立を目指したため、1977年に東映の本体（東映東京・京都撮影所）で製作した劇映画は、本作も含め31本あったが、1978年は僅か12本に減った。菅原が「やるとなれば今年」と話していたように、この年でなければ『ボクサー』は製作されなかったかもしれない。企画者も兼ねる菅原は何としてもヒットさせなければ面子に関わる映画となった。

### 監督
寺山修司はこれ以前にATGで劇映画を監督をしているが、商業ベースの映画（メジャー映画会社での番線映画）はこれが初めてで、大手映画会社で撮った唯一の映画である。寺山を引っ張り出したのは菅原で、「みんなが絶望しかけている今の日本映画界に衝撃を与えようとしたら、よほど思い切ったことをしないと。ボクシングは最も詩的なスポーツ。全体に繊細なものが入ってこないと殺伐としたものの底にあるものがくみ上げられない。寺山さんはボクシングをよく知っているし、心やさしさは詩や文章を読めば分かる」と話した。寺山は、映画に関しては「既定の理論を否定することからスタートしている」といわれる"革新のタカ派"。処女作『猫学／Catology』では本物の猫を何匹を実際に殺したといわれ、自らの演劇理論をスクリーンに導入した実験映画を永年撮り続ける寺山と商業映画の総本山・東映では畑違いであるが、寺山は「商業映画と実験映画の歯車がかみ合った時、ニューシネマが生まれる」と意気盛んだった。寺山は、映画化はされなかったが、初めて書いたシナリオはボクシングを素材にしたものと言い、『あしたのジョー』の主題歌を作詞したり、力石徹の葬式を挙行したり、ボクシングに一家言あるため、「二度とお呼びはかからないだろうが、大作で予算も多いだろうから」と、菅原のオファーを快諾した。寺山は「菅原さんから『ボクサー』を撮らないかと話を持ち込まれたとき、一も二もなくOKしてしまった。私がボクシングに興味を持ったのは、その暴力のありざまの悲劇性である。それは憎くもない相手を殴り倒すことによってしか世に出られないという、いわば不条理の世界なのである。『ボクサー』の中で、二人の男が憎くない男をいかに殴るかということを学んでゆく過程は、私にとって自分史であり、そして同時に私の政治表現の一つであるかもしれないのである」「一匹狼で映画を作っている者の作品もいいもんだと思わせ、知らせたい。フランシス・コッポラもアングラ映画を撮っていたんだし、ナマの人間がぶつかり合う、その感動が出てくれれば...あの『ロッキー』がなぜ当たったかというと、ベトナム戦争など殺しの産業革命みたいな体験を経て、人間が裸で闘うことへの郷愁が大衆に生まれて来たんじゃないか。拳闘は最後の人間の生の闘いじゃないかと思う」「『ロッキー』みたいなくだらん映画と一緒にされちゃかなわない。あれは映画的になに一つ目新しいものはない。実に退屈な映画。社会の片すみで生きる男と女のメロドラマじゃないか。ボクシングは憎くも恨みもない相手を殴り倒す商売。チャンピオンになって名誉だの栄光と言ったって中身もなんかありゃしない。それなのに、血を流してなぜ殴り合うのか。この辺が今度の映画のポイント。つまり同士打ちを通して現在の社会を眺めてみようというわけさ」「悲劇的なドラマ、それがボクシングの魅力です。暴力は憎しみの感情の上に成立するものだが、ボクサーはたとえ相手が憎くなくても、いったんリングに上がれば、相手を倒すことを宿命づけられている。たったひとりのチャンピオンの栄光は、数多くのボクサーの死骸の上に成立するのです。だから本来、ボクシング映画はサクセスストーリーになり得ないのです」などと話した。
寺山は東映で降旗康男監督のデビュー作『非行少女ヨーコ』（1966年）の緑魔子らがクラブで騒ぐシーンに出演しており、降旗は「寺山さんはそのときの撮影現場が忘れられなくて、いつか自分で監督してやろうと『ボクサー』の監督を引き受けたんだそうです」と話している。寺山作品が一般に受け入れられるのか、菅原がさらに新しい個性を作り出せるか等、この年秋一番の異色作として『ボクサー』の成否は東映のこれからの企画に影響するといわれ注目された。

### 脚本
天尾完次プロデューサーが寺山監督のため、石森史郎に脚本を発注したとされる。岸田理生は「それは非常にしゃべりづらい」と話している。その後、石森の脚本を寺山と岸田で脚本を直す、あるいは全面書き直しの作業が行われた。岸田は「私自身は、そういう経緯よりも、寺山との作業でしたから、石森さんの脚本にはこだわりがなくて、今までとは違うエンターテインメントをどうつくれるかということで。エンターテインメントがどういうものか、私も寺山もよく分からないですね。私たちが考えるエンターテインメントと、いわゆるエンターテインメントとは、どうも食い違いがあるんじゃないかと思います。私たちなりに一生懸命に考えたエンターテインメントが『ボクサー』だったと思います。『ボクサー』が良かったとすれば、寺山がボクシングがほんとうに好きだったということと、物語部分を私がやったということで。私はボクシングを全然知らないんですね。寺山は男の女の話ってそんなに興味ありませんから、私の方に任せるみたいな形で出来た作品だと思います。寺山は一生に一本ボクシングの映画が作れたから幸せだったと言ってました」などと述べている。寺山は主宰する「天井桟敷」の訓練には、ボクシングという項目があったというほどのボクシング好きだったという。蘭妖子のミルクホール場面や泪橋の人々を出したのは寺山のアイデア。

### キャスティング
菅原は「悲しいことに、やりたいと思っていたボクサー役は無理な年齢になってしまった」と元ボクサー役にまわった。ボクサー役は菅原が「演技力よりボクサーとしてサマになるヤツを選んだと清水健太郎を抜擢した」と話している。清水はチョイ役で本作以前に3本の東映映画に出演しているが、これが本格的なデビュー作となる。清水健太郎という芸名の"太"は菅原文太の"太"。また、輪島功一、具志堅用高、ファイティング原田、ガッツ石松、柴田国明、白井義男ら、日本ボクシング界の現役や元スター選手が特別出演している。

### 撮影
ボクシングのリングは東映東京撮影所と、東京都江東区東雲にあった東雲飛行場跡に作られた。リングを移動させたのかは不明。また晴海や木場など、1977年夏の終わりから秋の初めまで開発前の東京湾岸でトレーニングシーンの撮影が行われた。リング上のボクシングシーンは、当時のWBA世界ライトフライ級王者・具志堅用高が振り付けた。清水の初めての試合のシーンは1977年9月8日に文京区の後楽園ホールで、相手を務めたプロボクサー・4回戦ボーイの黒井俊明（ヨネクラ）と脚本なしの芝居抜きで本気で殴り合った。当時は4回戦ボーイが試合中にダウンして死亡する事件が相次ぎ（リング禍）、素人の清水に本物の試合をさせて批判された。寺山は「これまでのボクシング映画は試合のシーンのわざとらしさが目立って仕方なかったので、清水君には過酷な注文だったかもしれないが、彼はそれによく耐えてくれた」と話した。黒井は翌年、試合のKO負けで死去した。清水は撮影の合間をぬって連日猛トレーニングに励み、具志堅とのスパーリングでは、寺山から「本当になぐられろ」と指示され、アイドルなのに、殴られ、顔が腫れ、変形した。具志堅は清水のファイトを称えた。撮影で清水は、寺山、菅原、具志堅から「そうじゃない！」「何度言ったら分かるんだ!」「お前は役者じゃない！体全部で表現するんだ!」などと毎日朝から晩まで怒鳴られシゴかれ、和やかムードは一切なし。撮影は何度も繰り返され、清水は「クソっ!こん畜生！」と心の中で叫び、季節が夏から秋に変わり、撮影の終了で「やっと戦争が終わった、とようやく張りつめた気分から解放された」と話した。
娘が欲しがる景品のぬいぐるみ目当てに、サラリーマンの名和宏がリングに上がる素人ボクシング大会シーンは、東京山手教会そば渋谷公園通りの空き地で撮影された。

### 撮影記録
1977年8月10日の製作会見で、1977年8月19日クランクイン、9月2日クランクアップ予定と発表されたが、この予定通り1977年8月下旬クランクイン、9月クランクアップした。

## 宣伝
東映の宣伝担当・関根忠郎が最初に宣伝惹句を作っていたが、良いものが出来ず、菅原文太に相談して寺山修司に書いてもらおうとなり、寺山が「兄貴と呼んでもいいですか...」など、珍しく宣伝惹句を4本作成した。
当時男はほぼ長髪時代。ショート・カットがこれ以前に流行ったのは、慎太郎刈りや潮来刈りの時代で、ショート・カットを知らない理容師も多かった。理髪店は随分前から低成長時代であったため、降って湧いた"健太郎カット"と"文太刈り"のショート・カット押しの映画に理容組合が飛びついた。主演の菅原、清水とも、髪型がショート・カットのため、再び理髪店に客を取り戻そうと東京都理容環境衛星同業組合を窓口にしてタイアップがとんとん拍子に進み、全国11万店の理髪店が映画の応援についた。「爽やか！ショート・カットの魅力」を謳い文句にポスターを製作し、全国の理髪店に"健太郎カット"文太刈り"のポスターが貼られ、前売り券も最低一店に一枚購入してもらった。清水は最初に矢沢永吉みたいなリーゼントでレコード会社（CBSソニー）に行ったら、ソニーの宣伝部が、矢沢と同じことをやっても売れないと髪を切らせたといわれる。

## 製作費と興行
製作費8000万円。宣伝費1億円は当時の東映通常作品の二倍。
『人間の証明』（角川映画事務所製作・東映配給）は製作費6億7000万円、宣伝費は映画5億4000万円、映画4億円、書籍7億円、書籍5億円、ラジオ2000万円、チラシなどを含めると10億円を越える。東映・東宝と組んで史上最大最強規模と称する配給興行網に乗せ、かつての五社体制は分解して興行網の力が弱まり、映画は今後、企画から上映までフォローする一種のベンチャア・ビジネス化に向かうと評された。『人間の証明』のテレビ・ラジオ合わせたスポットCMの量は『ボクサー』の15倍に及ぶ。『八つ墓村』（松竹洋画系）は製作費3億円、宣伝費2億8000万円は同社の当時の最高額。『幸福の黄色いハンカチ』（松竹邦画系）は製作費8000万円、宣伝費1億円は通常の宣伝費の三倍。東宝は1976年秋の『犬神家の一族』同様、東京都内の洋画系の劇場を他社（東映）に貸して『人間の証明』を上映し、自社で大作を製作せず、『天国と地獄』を入場料800円と他より500円安くする低料金でリバイバル公開し『人間の証明』の余波を最小限に抑える"漁夫の利"作戦に出たため製作費0円、宣伝費5000万円。『ボクサー』は『幸福の黄色いハンカチ』、『天国と地獄』と同じ1977年10月1日に公開。『人間の証明』10月8日、『八つ墓村』10月29日公開。
1976年の10月公開の『犬神家の一族』で邦画界を席巻した角川事務所が、今度は『人間の証明』で再侵略を狙う方針を発表したため、邦画各社は「皇国の興廃、この一戦にあり」と各陣営の作戦本部（宣伝部）は戦意を高揚させた。1977年秋はいい洋画がなく、当時の日本映画は瀕死が伝えられていたため、マスメディアもこれを"邦画十月戦争"、"第二次大戦"などと取り上げ、邦画勢による興行争いを盛り上げてくれた。『ボクサー』はそれほどのヒットは望めないと見なされたが、異色の顔合わせで意欲的な作品でもあり、映画評論家からも「いい映画であってほしい」と切望された。大作を向こうにまわしてまずまずの入りとするものと、『ボクサー』と『天国と地獄』は穴馬的作品といわれたが不発、期待したほどの成績は上がらなかったとするものがある。宣伝担当の関根忠郎は「ギリチョン」と述べている。同時上映だった『地獄の天使 紅い爆音』に出演した内藤やす子が映画公開直前に大麻所持で逮捕され、当時の「芸能界大麻汚染」のスキャンダル報道もあり、動員減に影響したともいわれた。
当時『新幹線大爆破』が海外でよく売れており、ヨーロッパで知名度の高い寺山修司監督の本作と海外で知名度の高い三船敏郎の出演を得られた『日本の首領 野望篇』がヨーロッパを中心に引き合いが多かったことから、欧米を中心に積極的な海外セールスを掛けた。成果については不明。

## 評価

### 受賞歴
- 第51回キネマ旬報ベスト・テン8位。

## 影響
岡田茂東映社長と天尾完次東映東京撮影所企画部長が、清水健太郎を東映で大々的に売り出そうと『ボクサー』に続いて、1978年の正月映画の主演に清水主演で『紅の翼』の製作を決定していた。清水の所属する田辺エージェンシー・田邊昭知社長にも了解を得て当初は田辺サイドも乗り気であった。『紅の翼』は1959年の日活映画で石原裕次郎の人気を決定的にした作品で、健太郎を主役にして裕次郎のケースと同じように「裕次郎以来の大スターに育てたい」と計画、1977年10月20日のクランクインを予定していた。東映スターではなく他社のスターの後継を育てたいという力の入れようで、1977年9月20日に東映と関東地方の映画館主との親睦を計る関東東映会が京都国際ホテルで開かれ、この席上、岡田社長が「正月映画は、菅原文太の『トラック野郎』と清水健太郎の『紅の翼』でいきます」と明言すると、出席した館主たちから「その2本ならヒット間違いなし」と盛大な激励の拍手が送られた。『紅の翼』の製作費は3億円を予定した超大作で、『トラック野郎』の併映作というより両メイン作であった。脚本も完成し、1977年10月1日に封切られる『ボクサー』の看板の横に『紅の翼』の衣装を着た清水のポスターを貼る予定でスタジオなど手配済み。マスメディアにも非公式に製作を伝えていたため、製作会見はいつやるのかという問い合わせが殺到していた。東映が他社作品をリメイクするのは異例で、1977年春に石原裕次郎ら、日活黄金時代のスターたち40人が「日活仲間の会」を組織し、映画製作を構想し、岡田社長が全面協力を申し出ていたことから、『紅の翼』の企画選定はその関係かもしれない。また、渡瀬恒彦が2015年のインタビューで、「当時（1970年代後半）岡田茂さんの命令が出たら、製作から公開までに半年かからないでしょうね。でも今は『一本の映画を半年で作れ』って言われても無理ですよ」と話していることから、『ボクサー』も清水健太郎を最初から東映で売り出すという構想があっての主演起用と見られる。ところが1977年9月27日、東京銀座の東映本社に田邊昭知田辺エージェンシー社長が訪れ、田邊と岡田、天尾の三者会談が行われ、田邊が岡田に「うちの健太郎を正月映画から降ろして欲しい」と申し入れた。清水は「失恋レストラン」の大ヒットで、この年暮れの各賞レースはダントツの最優秀新人賞候補でもあったが、田邊は降板理由について、自社の関係者の耳に、清水は来年（1978年）は歌よりも映画の仕事がメインになるらしい。だから、歌謡界の今年の新人賞は"欲しくない"と田辺エージェンシーでは言っているそうだ、という根も葉もない噂が入ってくるようになり、噂の出所は不明だったが、これを忠告と真摯に受け止め、清水の所属するCBSソニーも「大切な今の時期に、いろいろなことに手を出すのはマイナス。映画出演はしない方がいいい。彼には作詞、作曲の才能もあるので、もっと音楽を極めるべき」という考えで、田邊も「健太郎は映画俳優ではなく歌手。新人賞が欲しくないわけがない」という意見が一致し、噂を否定するにはいくら口で言ってもダメ。何らかの形で表さないければならない、という結論に達したと説明した。口約束とはいえ、つい一週間前に東映社長が大切な映画館主に直接明言した言葉は重く、どんな理由があるにせよ、田邊サイドから「降ろしてくれ」と言われても承服できるものではない。岡田は田邊に「君はもっと骨っぽい男だと思っていたんだが、そうでもなかったんだな」と責任を問い質したが、田邊は「なんといわれようとも、これだけは譲れません。社長、分かって下さい」と懇願し、「申し訳ない」と頭を下げるものの一歩も譲歩せず、話し合いは堂々巡りで延々と続き、この日は結論が出ず。東映はパニックに陥り、天尾は「私どもの準備がほとんど出来上がっているのに、急に出られないなんていってくるのはケシカラン話。ボクの首を賭けても辞退はさせません」などと息巻き、東映本社宣伝部は仕事柄、全ての手配を先行していてオール発注済で、小野田啓東映宣伝部長は「このまま清水君が出演辞退ならボクは辞職か、責任を取らなければならない」と話したが、結局、田邊が清水の降板を譲らず、『紅の翼』は製作が中止され、清水は撮影期間が短期間で済む『トラック野郎・男一匹桃次郎』の出演に回った。元々『紅の翼』ではロケも多くなることが予想され、年末にかけて歌番組の仕事が増える時期に清水のスケジュール確保が難しいのではないかと危惧されていて、音楽業界の事情を把握できてない作品選定もマズイという指摘もあった。『紅の翼』に代わる併映作には製作期間も短いため、家族そろって楽しめる喜劇か歌謡映画が候補に挙がり、『こちら葛飾区亀有公園前派出所』が急遽製作された。同作の監督・山口和彦は「『空手バカ一代』『サーキットの狼』『ビッグマグナム 黒岩先生』『こちら葛飾区亀有公園前派出所』、全部、僕が企画を出したんだ。あの頃は何でも映画にできたけど、会社は他に企画がなかったのかな(笑)」などと述べている。